# Dryadodaphne
Dryadodaphne es un género con cuatro especies de plantas fanerógamas perteneciente a la familia Atherospermataceae.

## Taxonomía
El género fue descrito por Spencer Le Marchant Moore  y publicado en Journal of Botany, British and Foreign 61: 109. 1923. La especie tipo es: Dryadodaphne celastroides S.Moore

## Especies
- Dryadodaphne celastroides S.Moore
- Dryadodaphne crassa Schodde ex Philipson
- Dryadodaphne novoguineensis (Perkins) A.C.Sm.
- Dryadodaphne trachyphloia Schodde